# Lago Paradiso
Il lago Paradiso (coreano: 천지, Ch'ŏnji o cinese: Cheonji; manciù: Tianchi) detto anche lago Celeste, è un lago di origine vulcanica al confine tra Cina e Corea del Nord. Si trova all'interno di una caldera in cima al monte Paektu, una parte delle catene montuose Baekdudaegan e Changbai. Si trova in parte nella provincia di Ryanggang, in Corea del Nord, alle coordinate 42°00′21.6″N 128°03′25.2″E e in parte nella provincia di Jilin, Cina nord-orientale. È stato riconosciuto come il lago vulcanico più alto del mondo dall'Ufficio del Guinness dei primati di Shanghai.

## Geologia e limnologia

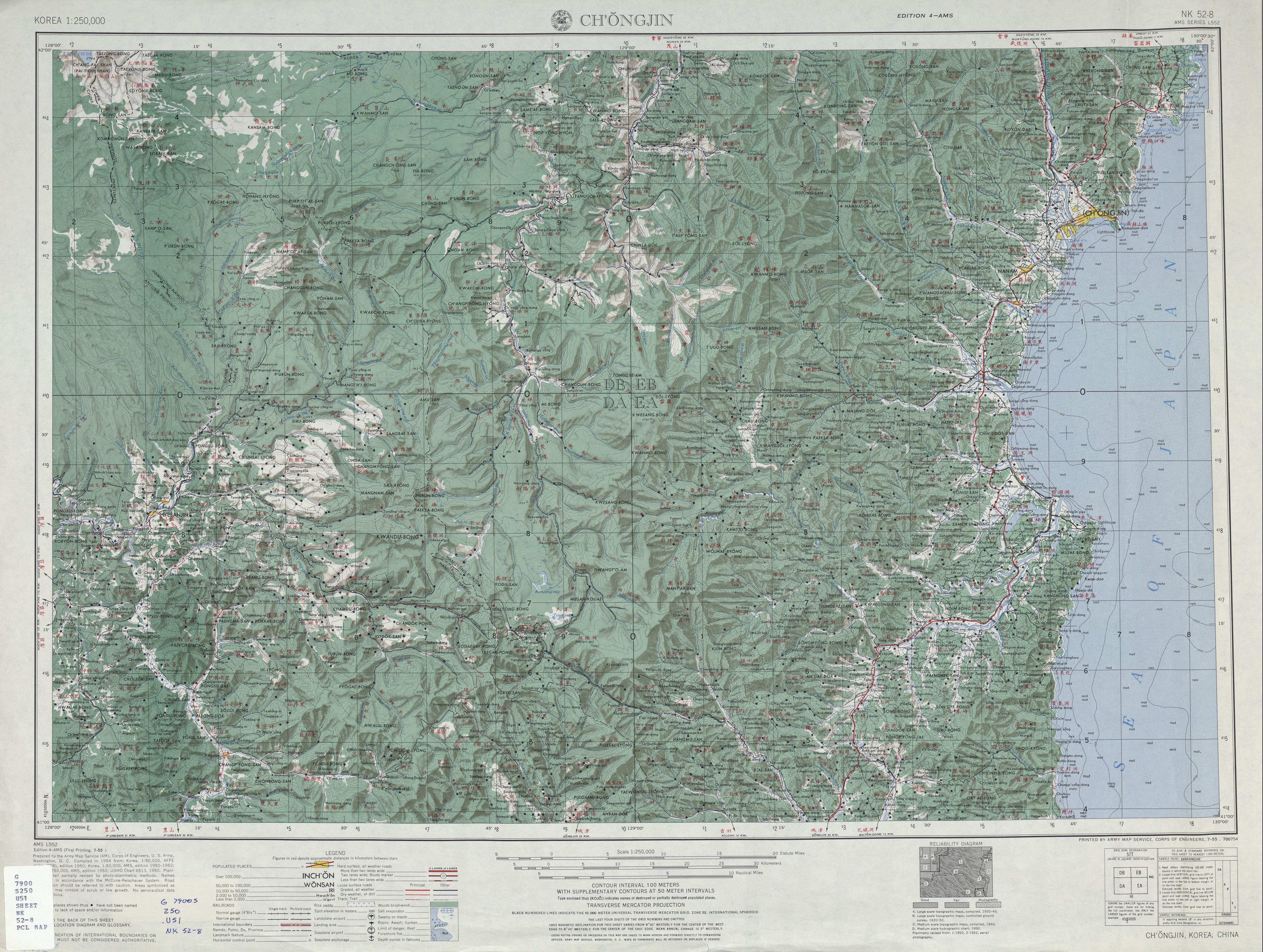
Mappa che include il lago Paradiso (etichettato come T'IEN CH'IH 天池) e la regione circostante (1954)

Il lago ha un'elevazione superficiale di 2,189 m e copre un'area di 9,82 km² con una lunghezza sud-nord di 4,85 km (3,01 mi) e una lunghezza est-ovest di 3,35 km (2,08 mi). La profondità media è di 213 m (699 ft) e una profondità massima di 384 m (1 260 ft). Da metà ottobre a metà giugno il lago è generalmente ricoperto di ghiaccio.

## Storia
Il lago si è formato nel 1597 in seguito a un'eruzione vulcanica.
Nella letteratura cinese antica, Tianchi si riferisce anche a Nanming (南冥a volte tradotto come "mare del sud").
La Corea del Nord afferma che Kim Jong-il sia nato vicino al lago sulla montagna. In accordo con ciò, le agenzie di stampa nordcoreane hanno riferito che alla sua morte, il ghiaccio sul lago si è incrinato "così forte che sembrava scuotere i cieli e la Terra".

### Visite diplomatiche
Nell'ambito di un vertice intercoreano, i capi di Stato Kim Jong-un e Moon Jae-in hanno visitato il monte Paektu e il lago Paradiso il 20 settembre 2018. Moon riempì una bottiglia d'acqua del lago per riportarla in Corea del Sud. La visita al lago è stata un gesto simbolico, poiché sia il lago sia la montagna hanno un notevole significato culturale per il popolo coreano. Il monte Paektu è menzionato negli inni della Corea del Nord e del Sud ed è considerato la casa spirituale dei coreani, nonché la culla della loro civiltà secondo la mitologia.

### I mostri del lago Tianchi

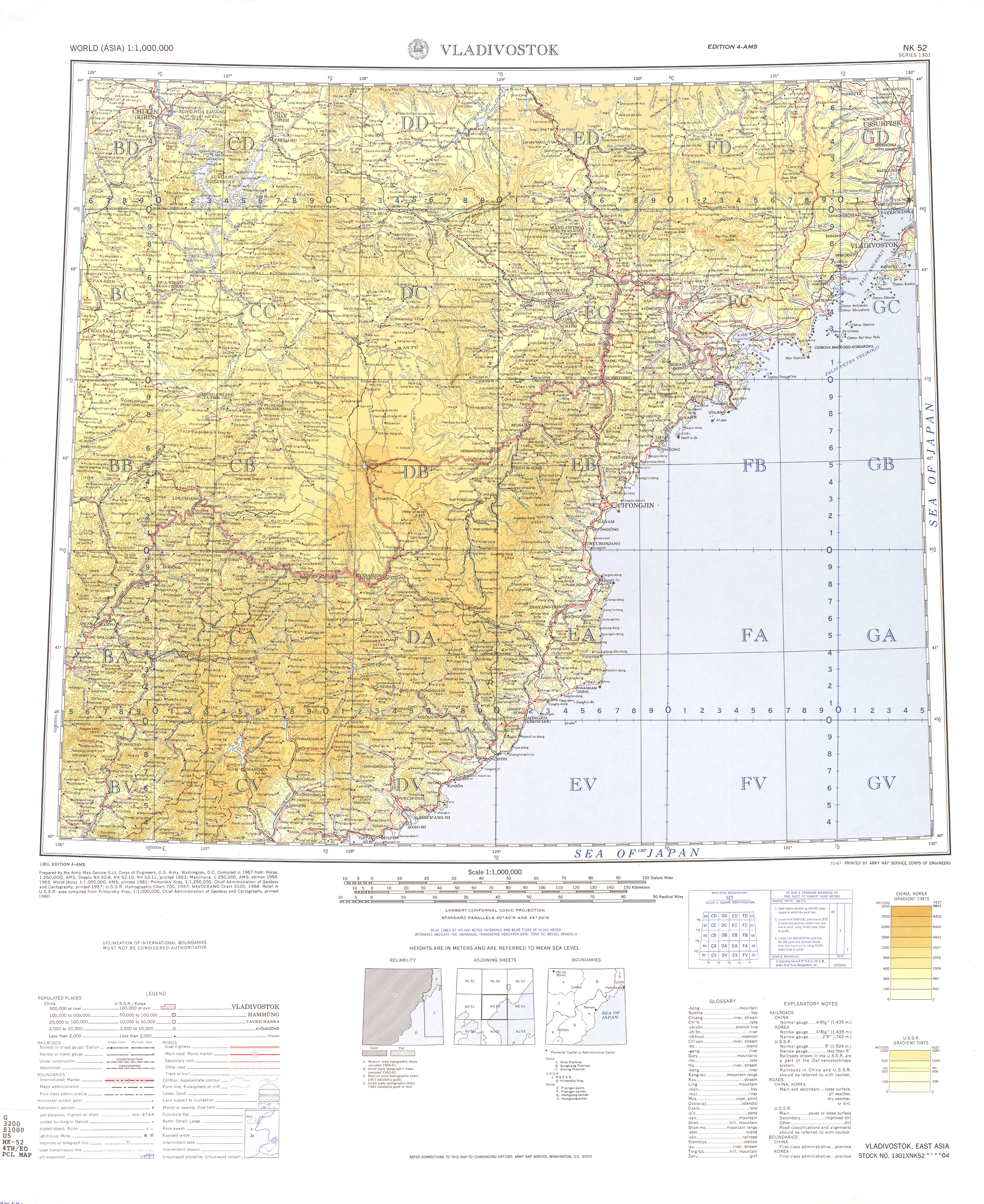
Mappa che include il lago Celeste (etichettato come T'ien Ch'ih) e la regione circostante (1967)

Il 6 settembre 2007, Zhuo Yongsheng (direttore del centro di notizie di una stazione televisiva gestito dall'ufficio amministrativo della riserva naturale del Monte Changbaishan, Jilin) ha girato un video di 20 minuti riguardanti sei "mostri marini" del lago Tianchi con pinne simili a foche, vicino al confine nordcoreano. Ha inviato le foto delle creature simili al mostro di Loch Ness all'ufficio provinciale di Jilin di Xinhua. Una di loro mostrava le creature che nuotavano in tre coppie, parallelamente. Un'altra li mostrava insieme mentre lasciavano increspature sul lago vulcanico.

## Nella cultura popolare
Il lago è il soggetto della canzone Tianchi Lake nell'album Heretic Pride del 2008 di The Mountain Goats.